# Santa Reparata (Civitella del Tronto)
Santa Reparata è una frazione del comune italiano di Civitella del Tronto, in provincia di Teramo, situata a circa 5 km dal capoluogo.
Nota principalmente per le sue sorgenti di acqua minerale.

## Chiesa di Santa Reparata
Nel luogo sorge la chiesa dedicata al culto della martire Reparata, venerata in Abruzzo e in altre regioni. Il tempio fu costruito nel '600.
L'intitolazione della chiesa è testimoniata, all'esterno, dalla presenza di una testa in pietra della Santa.
All'interno, una scultura della martire e un dipinto raffigurante il "Martirio di Santa Reparata".